# Èlia Bastida
Èlia Bastida   (Barcelona, 1995) és una violinista, saxofonista i cantant de jazz catalana.

## Biografia
Bastida va aprendre a tocar el violí clàssic des dels 4 anys. Com a part de la seva trajectòria escolar va assistir a l'institut de música IEA Oriol Martorell, on va continuar estudiant aquest instrument i va conèixer l'Andrea Motis. Va acabar els seus estudis amb una llicenciatura de l'Escola Superior de Música de Catalunya.

## Carrera musical
El 2012, als 17 anys, Bastida va unir-se a la Sant Andreu Jazz Band liderada per Joan Chamorro després d'aprendre la part de violí de Pretty Trix a proposta de Chamorro. Més tard, va col·laborar amb el saxo tenor i de tant en tant va ocupar el paper de vocalista principal i de suport a la banda. Un exemple d'això va ser la participació de Bastida en l'àlbum Joan Chamorro presenta La Màgia de la Veu & Jazz Ensemble, de 2016.
La barcelonina va llançar el seu àlbum debut l'any 2017, dintre de la sèrie Joan Chamorro presenta...
Una gravació en directe del New Quartet -format per Bastida (violí / vocalista / saxòfon tenor), Chamorro (contrabaix) i els músics de big band Alba Armengou (trompeta / vocalista) i Carla Motis (guitarra), acompanyats de Hamilton (saxòfon tenor)-, que havia tingut lloc durant el Festival Internacional de Jazz de Barcelona de 2019 es va editar en el disc Joan Chamorro New Quartet & Scott Hamilton. La llarga col·laboració entre Bastida i Hamilton va donar lloc a l'àlbum Elia Bastida Meets Scott Hamilton el 2021. Aquest mateix any, Bastida va editar l'àlbum Meraki amb la cantant i pianista barcelonina Carolina Alabau.
Bastida també forma part del Quartet HalliGalli, on toca el violinista austríac Christoph Mallinger, de l'ESMUC. Aquest grup només toca instruments de corda i percussió i prefereix un enfocament lleuger, de vegades humorístic, de la música, tant pel que fa a la selecció de cançons com als arranjaments.
Després de la seva sortida oficial de la Sant Andreu Jazz Band, Bastida va continuar treballant en projectes de Chamorro. Ha participat en gires de concerts per Dinamarcai l'Índia.

## Activitat docent
Bastida imparteix classes de violí de jazz a l'escola de música AULA7 de Barcelona. La seva experiència s'ha traduït en un llibre sobre metodologia del violí de jazz, Swing with your Violin, dirigit als cordes que vulguin introduir-se en el món del jazz.

## Discografia (selecció)

### Com a solista de jazz
- Joan Chamorro presenta La Màgia de la Veu & Jazz Ensemble (2016; Jazz to Jazz)
- Joan Chamorro presenta Èlia Bastida (2017; Jazz to Jazz)
- The Magic Sound of The Violin (2019; Jazz to Jazz)
- Joan Chamorro New Quartet & Scott Hamilton (2020; Jazz to Jazz)
- Joan Chamorro: Jazzing 11 vol 4 - la magia de la veu (2020; Temps Record)
- Èlia Bastida meets Scott Hamilton & Joan Chamorro Trio (2021; Jazz to Jazz)
- Joan Chamorro: Presenta's Big-Band (2022; Jazz to Jazz)
- Èlia Bastida, Carolina Alabau: Meraki (2021; Adept)
- Tribute to Stéphane Grappelli (2022; Jazz to Jazz)

### Com a col·laboradora de música clàssica
- Eduard Iniesta: Escampa la boira (Album, Temps TR1394-GE13, 2013)
- Vicens, Alex: Mattinata (Aglae AMC103 02, 2014)

## Llibres publicats
- Bastida Gibert, Èlia. Swing with your Violin (en castellà).  Editorial Boileau, 2022. ISBN 978-84-17199-80-7.